# McLaren Sabre
La McLaren Sabre  est une hypercar du constructeur automobile britannique McLaren Automotive produite à partir de 2020 en 15 exemplaires uniquement pour les États-Unis.

## Présentation

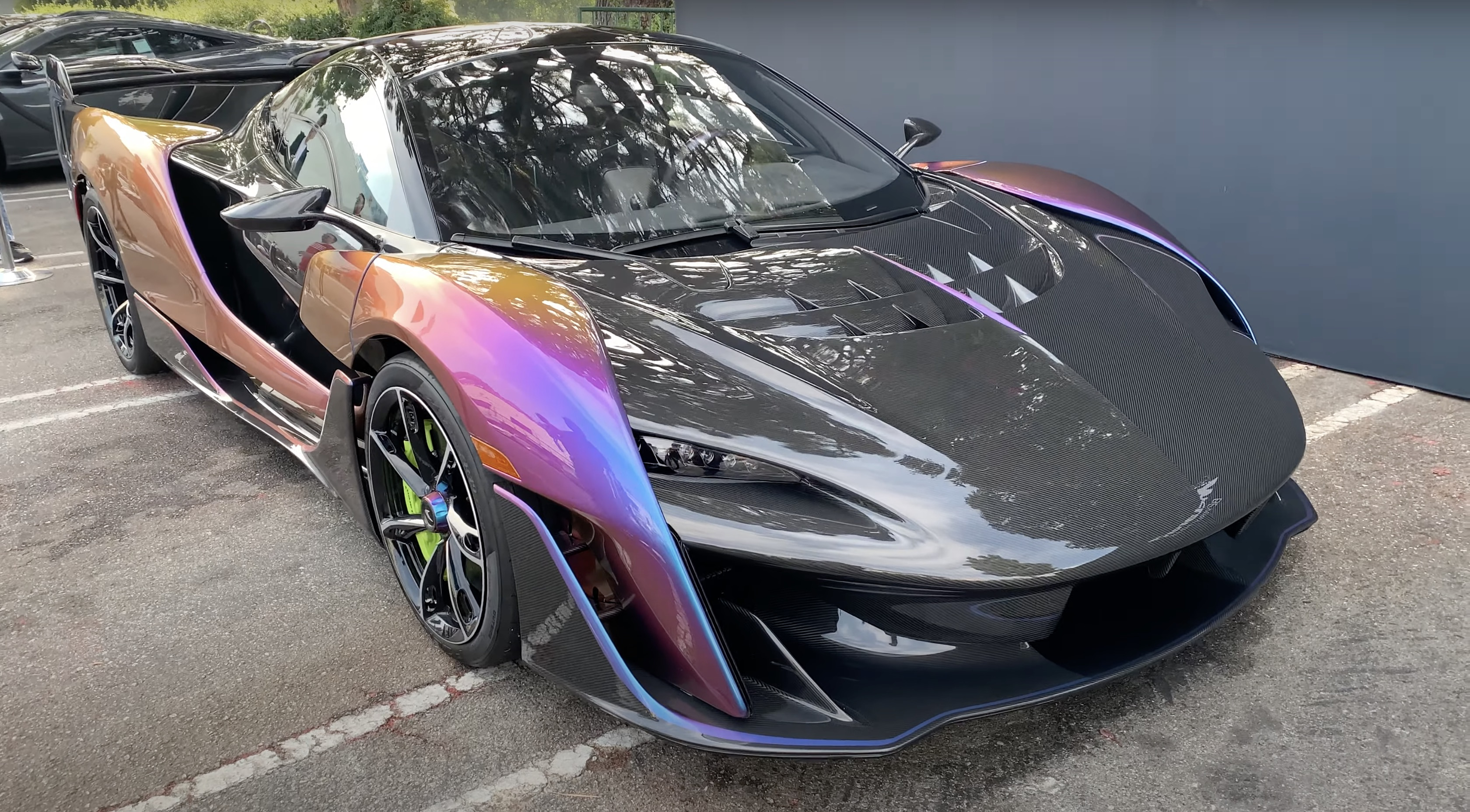
McLaren Sabre.

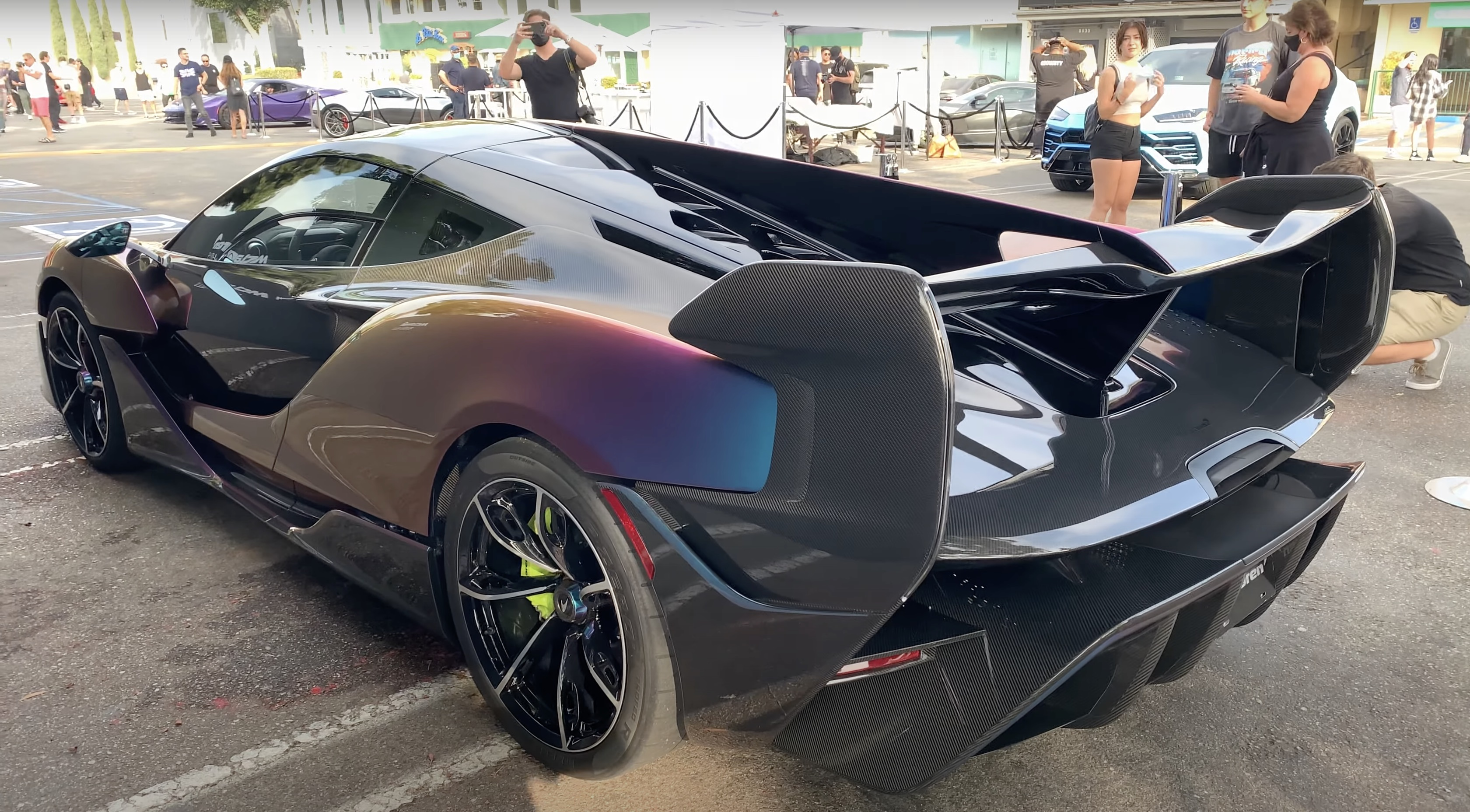
McLaren Sabre.

La Sabre est produite par le département de personnalisation du constructeur McLaren Special Operation (MSO) à Woking en Angleterre. Elle est uniquement commercialisée par la concession de Beverly Hills en Californie et homologuée pour les États-Unis.
Son design s'inspire du concept car virtuel McLaren Ultimate Vision Gran Turismo présenté en 2017 et disponible dans le jeu vidéo Gran Turismo Sport sur les consoles PlayStation 4.

## Caractéristiques techniques

### Motorisation
|                                                      | McLaren Sabre                           |
| ---------------------------------------------------- | --------------------------------------- |
| Moteur                                               | V8                                      |
| Admission                                            | Bi-Turbocompressé                       |
| Cylindrée (cm3)                                      | 3 994                                   |
| Puissance maximale ch (kW)                           | 835 (614)                               |
| au régime de (tr/min)                                | Who Cares?                              |
| Couple maximal (N m)                                 | 800                                     |
| au régime de (tr/min)                                |                                         |
| Boîte de vitesses                                    | Robotisée à double embrayage 7 rapports |
| Transmission                                         | Aux roues arrière (Propulsion)          |
| Vitesse maximale (en km/h)                           | 351                                     |
| 0-100 km/h (en s)                                    | 2.6                                     |
| 0-200 km/h (en s)                                    |                                         |
| Consommation (en L/100 km) urbain/extra-urbain/mixte |                                         |
| Émissions de CO2 (en g/km)                           |                                         |
| Masse à vide (kg)                                    |                                         |
| Capacité du réservoir (L)                            |                                         |